# Einherjer
Gli Einherjer sono una band black/viking metal norvegese. Le loro sonorità uniscono elementi di black metal e di musica folk nordica. La band si è sciolta nel 2004 e si è riformata nel 2009.

## Storia del gruppo
Il gruppo viene fondato nel 1993 ad Haugesund, in Norvegia, presentando un sound duro ed epico allo stesso tempo. Diventano famosi in Scandinavia quando esce il quarto album: "Odin Owns Ye All"; in questo album la capacità tecnica delle chitarre e delle tastiere raggiungono un sound più mistico che epico. Nel 2000 esce "Norwegian Native Art", un album strettamente legato al precedente sia come sound sia nel contenuto dei testi. Nel 2003 esce "Blot", un album che si differenzia molto dai precedenti con una sonorità più forte rispetto ai vecchi album, per certi versi invece si presenta più melodico.

## Formazione

### Formazione attuale
- Frode Glesnes – chitarra, voce (1993- presente)
- Gerhard Storesund – percussioni, tastiere (1993- presente)
- Aksel Herløe – chitarra (1999- presente)

### Ex componenti
- Rune Bjelland – voce (1993-97)
- Audun Wold – chitarra basso, tastiere, chitarra (1993-97)
- Stein Sund  – chitarra basso (1996-97, 1999)
- Ragnar Vikse  – voce (1997-2000)
- Erik Elden – chitarra basso (1998)

### Turnisti
- Tchort – chitarra basso  (1998-99)
- Jon Lind – chitarra basso (2000)

## Discografia
Album in studio
- 1996 - Dragons of the North
- 1998 - Odin Owns Ye All
- 2000 - Norwegian Native Art
- 2003 - Blot
- 2011 - Norron
- 2014 - Av Oss, For Oss
- 2018 - Norrøne spor
- 2021 - North Star

Demo
- 1993 - Aurora Borealis

EP
- 1995 - Leve Vikingånden
- 1997 - Far Far North